# 酱油

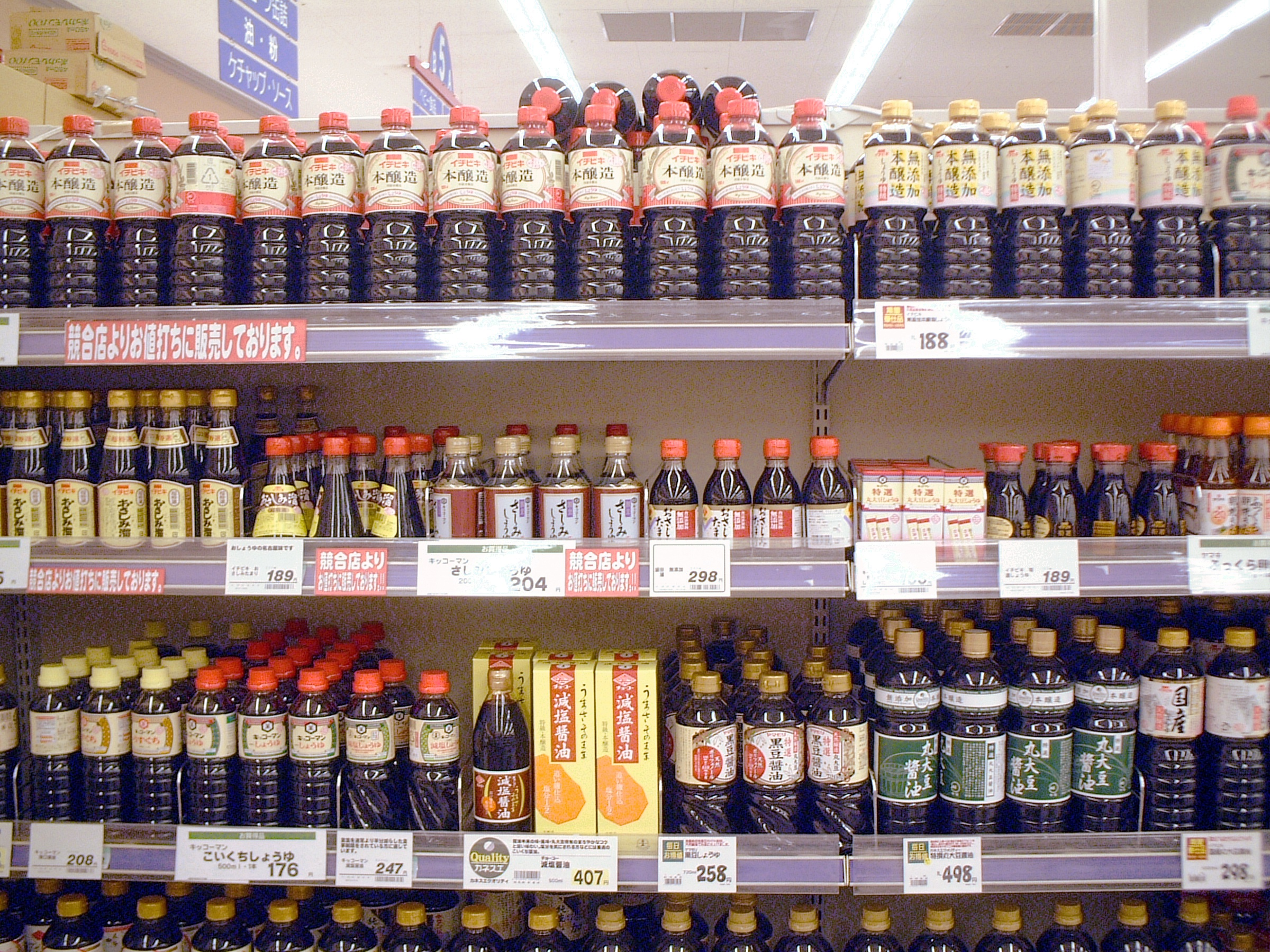
在日本一家超市貨架上的醬油商品，2007年。

酱油，或稱豉油（粵語、潮语、客语、闽东语、越南语）、豆油（四川话、闽南语、臺灣客語）等，是一種源自中國的液態調味品，傳統上由大豆、烘烤過的穀物、滷水和米麴菌或醬油麴黴等混合而成的發酵物製成。 它被認為帶有明顯鮮味。
魚露是使用魚蝦製成的該類調味料。
目前醬油的雛形被認為產生於西漢文化所在時空，並被廣泛傳播至東亞及東南亞，用於烹飪及調味。

## 起源
醬油是由「醬」演變而來，而醬油之釀造純粹是偶然發現，最早的醬油起源於中國古代皇家使用的調味料，是由鮮肉醃製而成，與現今的魚露製造過程相近，因為風味絕佳漸漸流傳到民間，後來發現大豆製成風味相似且便宜，才廣為流傳食用。后来遍及世界各地，如日本、朝鲜半岛、東南亞一帶。醬油之製造，早期是一種家事藝術與秘密，其釀造多由某個師傅把持，其技術往往是由子孫代代相傳或由一派的師傅傳授下去，形成某一方式之釀造法。
最早的醬油專利權是在19世紀，由兩位分別叫做里德和佩林斯申請專利來出售。

## 詞源
最早的酱油是由肉类腌制而成，肉剁成肉泥再发酵生成的油，稱為「醢」（音讀 hǎi ㄏㄞˇ，即肉醬油的意思）；另有在造醬時加入動物血液的版本的醬油稱為醓（音讀 tǎn ㄊㄢˇ）。可見《詩經·大雅·行葺》之一句：「醓醢以薦。」
而最早的植物酱油称之为“豆酱”或“豆酱清”。最早的文献记载是在先秦时期大约公元160年前后，在崔寔著作的《四民月令》中提到“诸酱、肉酱、清酱”；东汉王充的《论衡》中“世讳作豆酱恶闻雷”，而成书于北魏的《齐民要术》中亦已有「豆醬清」的记载，黄兴宗认为《论衡》《齊民要術》內所指的「豆醬」，「豆醬清」，可能是指现代酱油的前身。
“酱油”一词最早出现在北宋由"酱"字演变而来，苏东坡(公元1037-公元1101)在《格物粗谈·韵藉》中说：“金笺及扇面误字，以酽醋或酱油用新笔蘸洗，或灯芯揩之即去。”南宋著作中：《山家清供》记载用酱油、芝麻油炒春荀、鱼、虾；《吴氏中馈录》记载用酒、酱油、芝麻油清蒸螃蟹。此后，酱油一词还出现在1360年《云林堂饮食制度集》，元《易牙遗意》，1591年《饮馔服食笺》，1680年《食宪鸿秘》，1698年《养小录》，1750年《醒园录》，1790年《随园食单》，清《调鼎集》卷三、卷七。
宋朝人将加工酱和豉得到的各种酱汁，称为酱油，作为调味品开始在中国的饮食中流行。到清代，酱油的使用远超过酱。在1790年《随园食单》中酱油已经取得重要地位。
日本文献中最早使用酱油一词的是1474年的《文明本節用集》，但酱油的生产法，可能在此之前已由中国传入日本。

## 種類

### 依製程區分

#### 傳統固態醬油
黃豆或黑豆蒸煮後，加入麴菌靜置5~7天，洗麴後與食鹽放入發酵缸內天然發酵6個月。

#### 釀造醬油

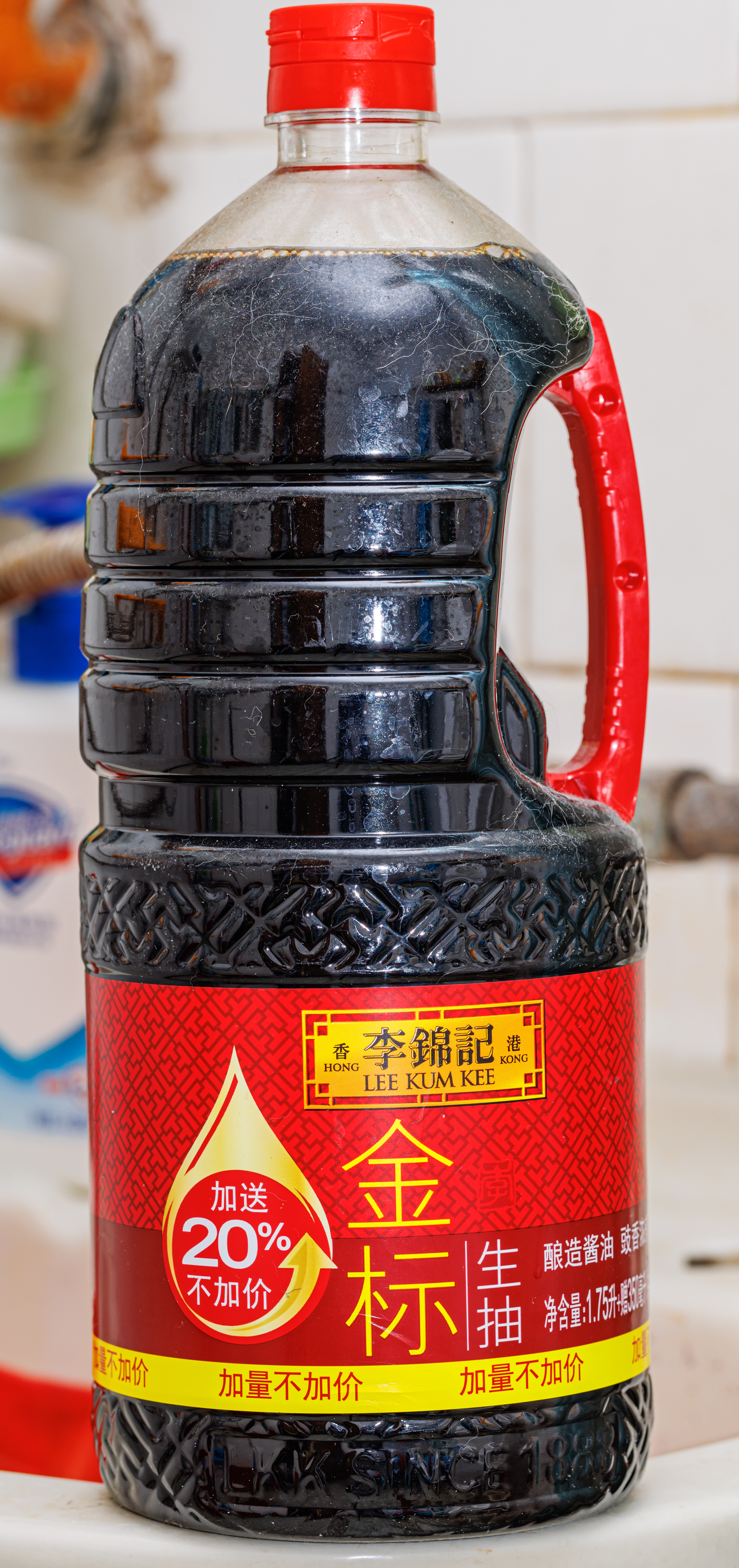
一瓶醬油

釀造醬油是用大豆/脱脂大豆（粉）、黑豆或用小麥或麸皮等為原料，採用微生物醱酵釀製而成的醬油。
- 用來醱酵的微生物一般为麴菌屬的米麴黴和黑麴黴等，以米麴黴最常見。為调節产品醱酵过程及品質，常多个菌种混合使用。
- 微生物初步接种并繁殖的培养基称为「种麴」。酿造酱油的麴料为水、面粉或麸皮，混合蒸熟后，摊开冷却。先接种0.5-1%的麴黴，然后在温暖的环境中培养3天左右。
- 正式醱酵使用大豆或豆饼、黑豆及麸皮配成的原料。前者的蛋白质可被分解成氨基酸产生鲜味；麸皮体积蓬松，便于麴黴繁殖。比较粘稠的酱油还加入含淀粉丰富的面粉或小麦。这一步和制造种麴类似：原料经过粉碎蒸煮，拌入种麴和食盐水，培养醱酵后成为成熟酱醪。最传统的工艺是露天醱酵，成熟时间可达半年之久；較近代之工艺则是在人工温暖环境中培养10-30天。
- 成熟酱醪经过压榨得到的液体经过滤、澄清、杀菌等工序，成为酱油。

发酵法
- 干式发酵法：
  - 二段式发酵作業都是採取乾式发酵再拌鹽入缸的作法。將黑豆煮熟冷卻後，直接加入種麴放在竹編大盤上進行二道发酵手續，此時的黑豆是乾的，經過拌鹽入缸封蓋熟成，無論時間過了多久，只要打開蓋子觀察缸內的黑豆依然呈現干干的表面。
- 濕式发酵法：
  - 採用黑豆加鹽水促進醬油快速形成的濕式发酵法，可以降低時間成本。

其它
为改善保存时间和色泽、口感等，酿造酱油也可能添加防腐劑、焦糖色素、人工甘味劑等。
根据中国大陆国家标准，“酱油”专指发酵而成的酱油，不得再添加水解植物蛋白，但允许添加合理范围内的食品添加剂和营养强化剂。

#### 配制醬油
配制醬油是以純釀造醬油，添加鹽酸水解植物蛋白調味液、食品添加劑等配制而成的液體調味品。只要在生產中使用了鹽酸水解植物蛋白調味液，即是配制醬油。
早先根据中国大陆国家标准，厂商生产的酱油必须在包装上明确标明属于“酿造酱油”或“配制酱油”。根据2018年12月施行的《食品安全国家标准 酱油》（GB 2717-2018）规定，以往的“配制酱油”不能再被称为“酱油”，故现时中国大陆生产的该种调味品都普遍将名称改为“复合调味液”等。2021年7月1日，中华人民共和国国家市场监督管理总局发布公告，再次明确只有使用大豆、小麦等发酵而成的液态调味品才能称为“酱油”，禁止标称为“配制酱油”的调味品生产销售。这一标准也波及了与酱油无关的调味品，如梅林的上海辣酱油就被迫改名为“上海辣酱油风味调味料”。
純釀造的天然醬油不會產生果糖酸。因為中華民國國家標準允許果糖酸含量1%以下，且不得驗出單氯丙二醇含量，如果不是釀造醬油，在成分標示上，會有胺基酸液或大豆酸水解液等相關字樣。

### 依產品區分

#### 廣東分法
- 生抽：颜色淡，咸味重、甜味清淡，在烹调中用来调醬油的味，因為顏色清淡、不會破壞食材原本的色澤，特別適合用來“涼拌”冷食。
- 老抽：颜色深，咸味淡、甜味濃厚，主要用来调色和“紅燒”。是在生抽的基础上，把榨制的酱油再晒制2~3个月，经沉淀过滤即为老抽。[11]
- 頭抽：黃豆經發酵後，第一次提煉出來的醬油。
- 草菇老抽：在老抽上混入草菇汁，為菜式增添特有的草菇風味，易上色、不易粘鍋、可使菜式顏色金黃有光澤，適用於紅燒、蒸燜等用法。
- 虾子酱油：扬州特有的酱油种类，以新鲜虾子为主要材料，配上白糖、高粱酒等制作而成。
- 秋油：清．王士雄《隨息居飲食譜》：「篘油則豆醬為宜，日曬三伏，晴則夜露，深秋第一篘者勝，名秋油，即母油。調和食物，葷素皆宜。」

中國大陸其他地方或參考廣東的分法，但市面上的商店不一定都具備上述各種分類的醬油。

#### 台灣分法
- 黑豆醬油：以黑豆，經蒸煮或以其他方法處理並經培養麴菌製成之「醬油麴」，依傳統釀造法製成之醬油。黑豆醬油其未稀釋原汁稱「蔭油」。
- 醬油膏：凡醬油本身或其中額外添加黏稠劑，使其黏度於25℃時達250cps以上者，包括蔭油（膏）、壼底油（膏）等。
- 淡色醬油：其色度（Abs 550nm）小於3.0（或標準色19以上）之醬油。
- 薄鹽醬油：其鹽度（NaCl）以氯離子計算低於12%，不得添加防腐劑之醬油。

#### 日本分法
- 一般醬油：以大豆、脫脂大豆（粉）、小麥（粉）、米等穀類為原料，製得之醬油。
- 鰹魚醬油；使用鰹魚調味的日式風味醬油，常用於日式火鍋或壽喜燒或關東煮。
- 生醬油：指發酵熟成後之醬油醪，經壓搾所得之液體。

#### 甜醬油
甜醬油是帶有甜味的醬油，在很多地區都有出產，但材料各異。
- 廣東甜醬油：常用來作蒸飯或煲仔飯的調味。以糖或一小片冰糖、上湯，老抽、生抽拌勻而成，也可以再加少許豬油，以增香味。
- 雲南甜醬油：加入紅糖、飴糖、食鹽、香料和酒麴。常用來做涼菜。
- 印尼甜醬油：加入黃豆、大麥、椰子糖等。

## 檢驗

### 含氮量
在台灣，醬油的等級以含氮量多寡作為醬油品質差異指標，每100毫公升，甲級品含1.4公克，乙級品1.1公克，丙級品0.8公克。但是這種分辨方式有可能被造假，例如被惡意添加尿素或三聚氰胺。

### 蛋白質沉澱
使用等比例純酒精與醬油混合後，會使得醬油內的蛋白質析出沉淀。但此法只能測出醬油內是否含純釀造的成份，對於混合的配制醬油仍難以區分。

## 誤解
关于酱油与肤色相关的谣传主要包括：
1. 孕婦在懷孕時大量食用醬油，會導致嬰兒的膚色變黑；
2. 有伤口的人食用酱油等深色食物会变黑

让人變黑的主要原因是皮肤中的黑色素細胞，皮肤中黑色素细胞的数量与肤色深度呈正相关。黑色素只能由酪氨酸经过酪氨酸酶催化生成。酱油中含有的酪氨酸含量非常少（比豆浆、牛奶等还要少），故不会对人体肤色产生影响。

## 外部連結
- 醬油的起源及演進
- 中華民國國家標準（页面存档备份，存于）
- 何謂化學醬油？與釀造醬油有何不同？ (食品安全資訊網-食安報馬仔) （页面存档备份，存于）